# 基里巴斯行政区划
基里巴斯目前无正式的行政区划。但是基里巴斯从地理上可分为3个部分：
- 吉尔伯特群岛
- 莱恩群岛
- 菲尼克斯群岛

基里巴斯在独立前被划分为6个区。
- 巴纳巴
- 中吉尔伯特
- 莱恩群岛
- 北吉尔伯特
- 南吉尔伯特
- 塔拉瓦

## 岛屿委员会
基里巴斯所有有人居住的21個岛上皆设有岛屿委员会（塔拉瓦环礁设有3个岛屿委员会，塔比特韦亚岛有2个岛屿委员会）。

| 巴納巴 1. 巴納巴島 塔拉瓦 1. 貝蒂奧镇委员会（位于南塔拉瓦） 2. 泰奈纳诺市委员会（位于南塔拉瓦） 3. 优坦塔拉瓦委员会（位于北塔拉瓦） 北吉爾伯特 1. 馬金群島 2. 布塔里塔里環礁 3. 馬拉凱環礁 4. 阿拜昂環礁 中吉爾伯特 1. 邁亞納環礁 2. 阿贝马马环礁 3. 库里亚环礁 4. 阿拉努卡環礁 | 南吉爾伯特 1. 諾諾烏蒂環礁 2. 北塔比特韋亞 3. 南塔比特韋亞 4. 貝魯島 5. 尼庫瑙島 6. 奧諾托阿環礁 7. 塔馬納島 8. 阿羅賴島 菲尼克斯群島 1. 坎頓島 萊恩群島 1. 聖誕島 2. 塔布阿埃蘭環礁 3. 泰拉伊納島 |